# Lotus LearningSpace
Lotus LearningSpace - to platforma do tzw. e-nauczania (e-learning) zapewniająca sieciowe środowisko przystosowane do pracy w trzech trybach nauczania: indywidualnym, asynchronicznej pracy grupowej i tzw. "klasy wirtualnej". Lotus LearningSpace daje możliwość: prowadzenia szkoleń w różnych trybach, utworzenia struktury szkoleń w firmie z własnymi mechanizmami analizy i zarządzania. Lotus LearningSpace zapewnia także wsparcie dla osób które zajmują się planowaniem programów nauczania, instruktorów czy administratorów.
Platforma LearningSpace dostępna jest w dwóch wersjach:
- moduł podstawowy LearningSpace Core - umożliwia prowadzenie, śledzenie i zarządzanie indywidualnymi szkoleniami poprzez Internet lub korporacyjny intranet moduł pracy grupowej.
- LearningSpace Collaboration - wszystkie możliwości modułu podstawowego (LearningSpace Core) oraz dodatkowo zawiera możliwość szkoleń grupowych takich jak: dyskusje, nauka "na żywo" w wirtualnych klasach oraz obsługa programu Sametime.